# (532038) 2013 FB28
(532038) 2013 FB28 est un transneptunien de magnitude absolue 6,0. 
Son diamètre est estimé à 284 km, ce qui le qualifie comme un candidat au statut de planète naine. Il a été découvert en 2013 mais a pu être retrouvé sur des photos plus anciennes remontant à 2001 et son orbite est donc bien connue.